# 石橋智之
石橋 智之（いしばし さとゆき、1955年11月16日 - ）は、愛媛県宇和島市出身のサッカー指導者。元愛媛FC総監督、元愛光学園体育科教諭。元宇和島市長の石橋寛久は兄。

## 来歴
宇和島東高、筑波大学卒。
1978年に、南宇和高に赴任して以来、13年間で選手権出場9回、四国代表33回。1990年には高校選手権で全国制覇を成し遂げ四国勢として初優勝に導く等、1980年代後半から1990年代中盤にかけて全国屈指の強豪校に育て上げた。
同校では實好礼忠、大森健作、西田吉洋、友近聡朗、大木勉など多数の教え子をJリーグに送り出している他、愛媛県国体選抜監督時代には福西崇史を指導した。1996年にはU-17サッカー日本代表監督も務めている。
愛媛の市民サッカークラブ・愛媛FCのJリーグ昇格に尽力し、クラブは2006年度からJ2参加が認められた。並行して私立進学校でもある愛光学園で教鞭をとっていた時期もあった。
2017年4月21日付で愛媛FCのアカデミートータルプロデューサーに就任。